# Stracena oloris
Stracena oloris är en fjärilsart som beskrevs av Erich Martin Hering 1926. Stracena oloris ingår i släktet Stracena och familjen tofsspinnare. Inga underarter finns listade i Catalogue of Life.